# Nästan som reklam
Nästan som reklam är ett musikalbum från 1995 av Stefan Sundström. Skivan är utgiven av MNW och producerad av Peder af Ugglas. Inspelningarna är gjorda i Silence studio, studio Decibel och SAMI.

## Låtlista
| Nr  | Titel                  | Längd |  |
| --- | ---------------------- | ----- |  |
| 1.  | Blötgods               | 3:31  |  |
| 2.  | Nästan som reklam      | 5:21  |  |
| 3.  | Stilla blå liten rök   | 3:28  |  |
| 4.  | Allting kan vända      | 4:04  |  |
| 5.  | Teddybjörnen           | 3:00  |  |
| 6.  | Den ende               | 5:31  |  |
| 7.  | Färingsö               | 3:29  |  |
| 8.  | Midsommarvals          | 2:56  |  |
| 9.  | I fädrens spår         | 3:41  |  |
| 10. | Sabina V               | 3:13  |  |
| 11. | Ronald McDonald        | 4:47  |  |
| 12. | Först när det var slut | 4:22  |  |

All text och musik av Stefan Sundström, utom "Midsommarvals" där musiken är gjord av Mette Goldman och "Blötgods" som är gjord av Gunnar Andersson.

## Medverkande musiker
- Stefan Sundström - sång, klockspel och gitarr
- Christer Romin - trummor, slagverk, synth och "mystiska ljud"
- Peder af Ugglas - gitarr, slide, hammond B3, flygel, cittra, slagverk, elbas (låtarna 2 och 7), mandolin, samplingar och synth
- Bo Nordenfeldt - kontrabas och gitarr (låt 9)
- Pelle Halvarsson - cello
- Sara Edin - fiol
- Lotta Johansson - fiol
- Marianne Flynner - kör
- Ulrika Freccero - kör
- Karin Renberg - kör